# Alain Auderset
Alain Auderset  né le 27 octobre 1968 à Granges est un auteur suisse de bande dessinée chrétienne et un humoriste.

## Biographie
Il a suivi pendant cinq ans une formation de graphiste à la Haute École d'arts appliqués de La Chaux-de-Fonds, puis, diplôme en poche, il se lance dans la bande dessinée.
Il est de confession évangélique après s'être converti pendant l'adolescence.
Il a publié sa première BD Idées Reçues en 2001 en auto-édition. Elle a été traduite en six langues dont allemand, anglais, espagnol, danois, chinois complexe et portugais. En 2004, Auderset publie Marcel, qui raconte les péripéties d'un homme plutôt maladroit. Puis Robi paraît en 2005, l’histoire d'un robot qui souffre d'un vide intérieur qu'il essaie de combler. En 2006 sort Idées reçues 2 puis Les indécrottables questions de Willy Grunch en 2008,.

### Vie personnelle
Il habite à St-Imier avec sa femme, Eliane, et leurs quatre enfants.

## Œuvres

### BD
- 2001 : Idées reçues, Atelier Auderset. (plus de 80'000 Exemplaire vendu en date de 2025)
- 2004 : Marcel, Atelier Auderset.
- 2005 : ROBI - Numéro 330'000'403, Robi pour les intimes, Atelier Auderset.
- 2006 : Idées reçues 2, Atelier Auderset.
- 2008 : Willy Grunch, Atelier Auderset.
- 2010 : Marcel 2 - Les vacances de Marcel, Atelier Auderset.
- 2012 : Idées reçues 3, Atelier Auderset.
- 2014 : Marcel 3, Atelier Auderset.
- 2015 : Willy Grunch 2, Atelier Auderset.
- 2017 : Les Souvenirs d'Azvaltya[5], Atelier Auderset.
- 2019 : Les Souvenirs d'Azvaltya 2, Atelier Auderset
- 2022 : Les Souvenirs d'Azvaltya 3, Atelier Auderset

### Romans
- 2013 : Rendez-vous dans la forêt[6], Atelier Auderset.
- 2016 : Rendez-vous dans la forêt 2, Atelier Auderset.
- 2018 : Rendez-vous dans la forêt 3, Atelier Auderset.
- 2020 : Rendez-vous dans la forêt Origine, Atelier Auderset[7].
- 2022 : Rendez-vous dans la forêt 4, Atelier Auderset.

### Contes
- 2023 : La Légende de Mi, Atelier Auderset

### Jeux de société
- 2024 : Azvaltya, Les Anges Gardiens, Atelier Auderset

## Prix
- Angoulême 2006 : mention spéciale du jury œcuménique pour Idées reçues[8].
- Angoulême 2007 : Prix de la BD chrétienne francophone pour Robi pour les intimes[9].
- Albuquerque 2007 : People's Choice Awards, 1re, 3e et 4e places[2].
- Angoulême 2009 : Prix de la BD chrétienne francophone pour Willy Grunch[10],[11]